# Possessed (band)
Possessed is een in 1983 opgerichte Amerikaanse deathmetalband. De band viel op door hun snelle speelstijl en het gebruik van rauwe vocalen. Ze worden genoemd als een van de eerste bands in het deathmetalgenre. De band ging in 1987 uiteen maar kwam van 1990 tot 1993 nog korte tijd bij elkaar om daarna weer te stoppen. Onder leiding van de originele vocalist, Jeff Becerra, werd de band in 2007 opnieuw opgericht.

## Geschiedenis
De band vindt zijn oorsprong in 1983 in San Francisco Bay Area, waar Mike Torrao (gitaar) en Mike Sus (drums), afkomstig uit San Pablo en El Sobrante, een garageband begonnen. Barry Fisk nam de zangpartij voor zijn rekening en Jeff Andrews speelde bas. De band kreeg de naam Possessed. Het kwartet schreef samen wat muziek. De formatie kwam echter tot een einde toen Fisk zelfmoord pleegde en Andrews niet meer met de band wilde meedoen.
De band nam hierna Jeff Becerra als zanger en bassist aan en Brian Montana als gitarist. De tweede incarnatie van Possessed was hiermee geboren.

### Opkomst
Het jaar 1983-1984 werd vooral gebruikt om samen te oefenen en te werken aan hun geluid door onder andere op te treden in lokale zalen en uiteindelijk het uitbrengen van de demo "Death Metal". Na live optredens met Metallica en Exodus bracht de laatstgenoemde de band onder aandacht van Brian Slagel, baas van Metal Blade Records. Slagel toonde interesse in de band en bood de band aan om een van hun nummers uit te brengen op een compilatiealbum, Metal Massacre 6. Na het uitbrengen besloot gitarist Brian Montana de band te verlaten vanwege creatieven meningsverschillen met Torrao. Montana werd vervangen door Larry LaLonde. Metal Blade Records besloot de band geen contract aan te bieden. De band had echter wel de aandacht getrokken van het platenlabel Combat Records. Possessed tekende bij het label en bracht in 1985 het album Seven Churches uit. Roadrunner Records verzorgde de distributie in Europa.
In november van hetzelfde jaar vloog de band naar Montreal (Canada) voor het WWIII Weekend-festival om hun nieuwe album te promoten. Het concert was Possessed's eerste en grootste arena optreden met rond de 7000 bezoekers.
In 1986, op Halloween, bracht de band hun tweede album uit, getiteld Beyond the Gates. Daarna verscheen in mei de ep The Eyes of Horror. Deze ep markeerde een verandering in het geluid en de teksten van de band. Gingen de teksten voorheen vooral over het satanisme, op deze ep waren ze afwezig. De nummers hadden ook een meer thrashmetalstijl dan de deathmetalklanken van voorgaande albums. De ep werd geproduceerd door Joe Satriani.

## Discografie

### Studioalbums
- Seven Churches (1985)
- Beyond the Gates (1986)
- The Eyes of Horror (1987)
- Revelations of oblivion (2019)

### Livealbums
- Agony in Paradise (2004)

## Leden
Huidige leden
- Jeff Becerra – zang (1983–1987, 2007–heden), bas (1983–1987)
- Emilio Márquez – drums (2007–heden)
- Daniel Gonzalez – gitaar (2007–heden)
- Robert Cardenas – bas (2007–heden)
- Mike Pardi - gitaar (2013–heden)

Oud-leden
- Barry Fisk – zang (1983; died 1983)
- Brian Montana – gitaar (1983–1984)
- Mike Sus – drums (1983–1987)
- Mike Torrao – gitaar (1983–1987, 1990–1993), zang (1990–1993)
- Larry LaLonde – gitaar (1984–1987)
- Duane Connley – gitaar (1990)
- Dave Alex Couch – gitaar (1990)
- Colin Carmichael – drums (1990)
- Chris Stolle – drums (1990)
- Bob Yost – bas (1990–1992; died 2010)
- Mark Strausburg – gitaar (1991–1993)
- Walter Ryan – drums (1991–1993)
- Mike Hollman – gitaar (1993)
- Paul Perry – bas (1993)
- Ernesto Bueno – gitaar (2007–2010)
- Rick Cortez – gitaar (2007–2010)
- Bay Cortez – bas (2007–2010)
- Vanik Vartanian – drums (2008–2009)
- Tony Campos – bas (2011–2012)
- Kelly Mclauchlin – gitaar (2011–2013)

## Externe link
- Officiële website